# JAJC
JAJC är ett direktmeddelandeprogram för Microsoft Windows, skapat för att skicka meddelanden via XMPP/Jabber-protokollet. Programmet är gratis, dock ej med öppen källkod.